# Krasna Górka (obwód witebski)
Krasna Górka (biał. Красная Горка; ros. Красная Горка) – chutor na Białorusi, w obwodzie witebskim, w rejonie szarkowszczyńskim, w sielsowiecie Hermanowicze.
Dawniej używana nazwa – Czerwona Górka.

## Historia
W czasach zaborów w gminie Stefanpol, w powiecie dzisieńskim, w guberni wileńskiej Imperium Rosyjskiego
W latach 1921–1945 folwark a następnie zaścianek leżał w Polsce, w województwie wileńskim, w powiecie dziśnieńskim, w gminie Stefanpol, a od 1926 roku w gminie Hermanowicze.
Według Powszechnego Spisu Ludności z 1921 roku zamieszkiwało tu 88 osób, 31 było wyznania rzymskokatolickiego, 45 prawosławnego a 12 mojżeszowego. Jednocześnie 50 mieszkańców zadeklarowało polską, 38 białoruską przynależność narodową. Było tu 6 budynków mieszkalnych. W 1931 w 3 domach zamieszkiwało 17 osób.
Wierni należeli do parafii rzymskokatolickiej w Hermanowiczach i prawosławnej w Łużkach. Miejscowość podlegała pod Sąd Grodzki w Łużkach i Okręgowy w Wilnie; właściwy urząd pocztowy mieścił się w Hermanowiczach.
W wyniku napaści ZSRR na Polskę we wrześniu 1939 miejscowość znalazła się pod okupacją sowiecką. 2 listopada została włączona do Białoruskiej SRR. Od czerwca 1941 roku pod okupacją niemiecką. W 1944 miejscowość została ponownie zajęta przez wojska sowieckie i włączona do Białoruskiej SRR.
Do 1959 roku w sielsowiecie Stefanpol, w rejonie dziśnieńskim.
Od 1991 w składzie niepodległej Białorusi.